# Nuoto ai campionati mondiali di nuoto 2007 - 50 metri farfalla femminili
La gara di nuoto dei 50 metri farfalla femminili dei campionati mondiali di nuoto 2007 è stata disputata il 30 e 31 marzo presso la Rod Laver Arena di Melbourne.
Vi hanno preso parte 99 atlete.
La competizione è stata vinta dalla nuotatrice svedese Therese Alshammar, mentre l'argento e il bronzo sono andati rispettivamente all'australiana Danni Miatke e all'olandese Inge Dekker.

## Podio
| Posizione | Atleta            | Nazionalità |
| --------- | ----------------- | ----------- |
| Oro       | Therese Alshammar | Svezia      |
| Argento   | Danni Miatke      | Australia   |
| Bronzo    | Inge Dekker       | Paesi Bassi |

## Programma
| Data          | Ora   | Turno      |
| ------------- | ----- | ---------- |
| 30 marzo 2007 | 10:00 | Batterie   |
| 30 marzo 2007 | 19:21 | Semifinali |
| 31 marzo 2007 | 19:00 | Finale     |

## Record
Prima della manifestazione il record del mondo e il record dei campionati erano i seguenti.
| Record mondiale       | 25"57 | Anna-Karin Kammerling Svezia | 30 luglio 2002 Berlino, Germania  |
| Record dei campionati | 25"84 | Inge de Bruijn Paesi Bassi   | 26 luglio 2003 Barcellona, Spagna |

Durante l'evento è stato migliorato il seguente record:
| Data     | Evento     | Atleta            | Nazione | Tempo | Record                |
| -------- | ---------- | ----------------- | ------- | ----- | --------------------- |
| 30 marzo | Semifinale | Therese Alshammar | Svezia  | 25"82 | Record dei campionati |

## Risultati

### Batterie
I migliori 16 tempi accedono alle semifinali
| Pos. | Batteria | Corsia | Atleta                             | Nazionalità               | Tempo | Note |
| ---- | -------- | ------ | ---------------------------------- | ------------------------- | ----- | ---- |
| 1    | 13       | 3      | Danni Miatke                       | Australia                 | 26.34 | Q    |
| 2    | 13       | 8      | Rachel Komisarz                    | Stati Uniti               | 26.58 | Q    |
| 3    | 12       | 4      | Inge Dekker                        | Paesi Bassi               | 26.60 | Q    |
| 4    | 12       | 5      | Zhou Yafei                         | Cina                      | 26.67 | Q    |
| 5    | 11       | 4      | Anna-Karin Kammerling              | Svezia                    | 26.81 | Q    |
| 5    | 12       | 7      | Jeanette Ottesen                   | Danimarca                 | 26.81 | Q    |
| 7    | 12       | 6      | Fabienne Nadarajah                 | Austria                   | 26.99 | Q    |
| 8    | 12       | 3      | Chantal Groot                      | Paesi Bassi               | 27.13 | Q    |
| 9    | 13       | 1      | Ayako Doi                          | Giappone                  | 27.15 | Q    |
| 10   | 11       | 6      | Tao Li                             | Singapore                 | 27.17 | Q    |
| 10   | 11       | 2      | Yuka Katō                          | Giappone                  | 27.17 | Q    |
| 10   | 12       | 8      | Kimberly Buys                      | Belgio                    | 27.17 | Q    |
| 13   | 13       | 4      | Therese Alshammar                  | Svezia                    | 27.26 | Q    |
| 14   | 11       | 7      | Irina Bespalova                    | Russia                    | 27.27 | Q    |
| 15   | 8        | 4      | Kim Vandenberg                     | Stati Uniti               | 27.30 | Q    |
| 16   | 11       | 5      | Antje Buschschulte                 | Germania                  | 27.31 | Q    |
| 17   | 13       | 7      | Elena Gemo                         | Italia                    | 27.35 |      |
| 18   | 13       | 5      | Lisbeth Lenton                     | Australia                 | 27.36 |      |
| 19   | 10       | 5      | Keri-Leigh Shaw                    | Sudafrica                 | 27.46 |      |
| 19   | 13       | 2      | Daniela Samulski                   | Germania                  | 27.46 |      |
| 21   | 8        | 3      | Triin Aljand                       | Estonia                   | 27.60 |      |
| 22   | 10       | 6      | Audrey Lacroix                     | Canada                    | 27.73 |      |
| 23   | 9        | 4      | Natal'ja Sutjagina                 | Russia                    | 27.77 |      |
| 24   | 10       | 4      | Marilies Demal                     | Austria                   | 27.83 |      |
| 24   | 12       | 2      | Aleksandra Urbańczyk               | Polonia                   | 27.83 |      |
| 26   | 9        | 7      | Aurore Mongel                      | Francia                   | 27.87 |      |
| 26   | 12       | 1      | Martina Moravcová                  | Slovacchia                | 27.87 |      |
| 28   | 9        | 3      | Camille Muffat                     | Francia                   | 27.92 |      |
| 29   | 10       | 8      | Zoë Baker                          | Nuova Zelanda             | 27.95 |      |
| 30   | 11       | 8      | Rosalind Brett                     | Gran Bretagna             | 28.02 |      |
| 31   | 10       | 7      | Amit Ivry                          | Israele                   | 28.10 |      |
| 32   | 8        | 6      | Sara Oliveira                      | Portogallo                | 28.12 |      |
| 33   | 9        | 5      | Hang Yu Sze                        | Hong Kong                 | 28.15 |      |
| 34   | 8        | 2      | Carolina Colorado                  | Colombia                  | 28.20 |      |
| 35   | 8        | 8      | Heather Brand                      | Zimbabwe                  | 28.23 |      |
| 36   | 11       | 1      | Denisa Smolenova                   | Slovacchia                | 28.25 |      |
| 37   | 10       | 2      | Liz Coster                         | Nuova Zelanda             | 28.30 |      |
| 38   | 10       | 1      | Micha Jensen                       | Danimarca                 | 28.40 |      |
| 39   | 9        | 6      | Hannah Wilson                      | Hong Kong                 | 28.46 |      |
| 40   | 9        | 2      | Hae In Shin                        | Corea del Sud             | 28.50 |      |
| 41   | 8        | 7      | Sharntelle McLean                  | Trinidad e Tobago         | 28.64 |      |
| 42   | 8        | 5      | Iris Rosenberger                   | Turchia                   | 28.65 |      |
| 43   | 10       | 3      | Geneviève Saumur                   | Canada                    | 28.81 |      |
| 44   | 13       | 6      | Loren Bahamonde                    | Ecuador                   | 28.98 |      |
| 45   | 8        | 1      | Caroline Pickering                 | Figi                      | 29.11 |      |
| 46   | 9        | 8      | Chin Kuel Yang                     | Taipei cinese             | 29.11 |      |
| 47   | 7        | 3      | You Ri Kown                        | Corea del Sud             | 29.16 |      |
| 47   | 7        | 1      | Ellen Hight                        | Zambia                    | 29.16 |      |
| 49   | 7        | 5      | Cheok Mei Ma                       | Macao                     | 29.45 |      |
| 50   | 7        | 4      | Maria Rodriguez                    | Venezuela                 | 29.53 |      |
| 51   | 6        | 3      | Irina Shlemova                     | Uzbekistan                | 29.63 |      |
| 52   | 7        | 6      | Mylene Ong                         | Singapore                 | 29.64 |      |
| 53   | 5        | 5      | Galina Dukhanova                   | Uzbekistan                | 30.02 |      |
| 54   | 4        | 5      | Emma Hunter                        | Samoa                     | 30.19 |      |
| 54   | 5        | 3      | Tojohanitra Andriamanjatoprimamama | Madagascar                | 30.19 |      |
| 56   | 5        | 7      | Marianella Quesada Barrantes       | Costa Rica                | 30.33 |      |
| 57   | 7        | 7      | Binta Zahra Diop                   | Senegal                   | 30.37 |      |
| 58   | 6        | 5      | Ileana Murillo Argueta             | El Salvador               | 30.50 |      |
| 59   | 6        | 2      | Sharon Paola Fajardo Sierra        | Honduras                  | 30.52 |      |
| 60   | 6        | 6      | Monika Spasova                     | Macedonia                 | 30.61 |      |
| 61   | 4        | 3      | Natasha Moodie                     | Giamaica                  | 30.74 |      |
| 62   | 6        | 8      | Davina Mangion                     | Malta                     | 30.77 |      |
| 63   | 5        | 2      | Rachel Ah Koy                      | Figi                      | 30.79 |      |
| 63   | 7        | 2      | Razan Taha                         | Giordania                 | 30.79 |      |
| 65   | 6        | 7      | Elena Popovska                     | Macedonia                 | 30.82 |      |
| 66   | 4        | 4      | Jonay Briedenhann                  | Namibia                   | 30.91 |      |
| 67   | 5        | 8      | Marie Laura Meza Peraza            | Costa Rica                | 30.96 |      |
| 68   | 5        | 6      | Dalia Massiel Torrez Zamora        | Nicaragua                 | 31.07 |      |
| 69   | 6        | 4      | Thi Hanh Phan                      | Vietnam                   | 31.12 |      |
| 69   | 6        | 1      | Jessica Teixeira Vieira            | Mozambico                 | 31.12 |      |
| 71   | 5        | 1      | Karen Torrez                       | Bolivia                   | 31.14 |      |
| 72   | 4        | 6      | Sara Elbekri                       | Marocco                   | 31.52 |      |
| 72   | 5        | 4      | Miriam Hatamleh                    | Giordania                 | 31.52 |      |
| 74   | 3        | 5      | Kiran Khan                         | Pakistan                  | 31.56 |      |
| 75   | 4        | 2      | Prisca Rose                        | Mauritius                 | 31.63 |      |
| 76   | 3        | 3      | Parita Parekh                      | India                     | 32.07 |      |
| 77   | 2        | 5      | Nicole Ellsworth                   | Papua Nuova Guinea        | 32.20 |      |
| 78   | 4        | 1      | Ximene Vaz Gomez                   | Mozambico                 | 32.54 |      |
| 79   | 4        | 8      | Mercedes Milner                    | Zambia                    | 32.55 |      |
| 80   | 4        | 7      | Kathryn Millin                     | eSwatini                  | 32.57 |      |
| 81   | 3        | 2      | Kelly How Tam Fat                  | Mauritius                 | 33.42 |      |
| 82   | 3        | 8      | Judith Meauri                      | Papua Nuova Guinea        | 33.61 |      |
| 83   | 3        | 1      | Hussain Aminath Rouya              | Maldive                   | 33.78 |      |
| 84   | 2        | 7      | Virginia Farmer                    | Samoa Americane           | 33.80 |      |
| 85   | 2        | 3      | Shannon Austin                     | Seychelles                | 33.98 |      |
| 86   | 2        | 4      | Debra Daniel                       | Micronesia                | 34.00 |      |
| 87   | 1        | 4      | Saintsetseg Dashtseren             | Mongolia                  | 34.04 |      |
| 88   | 2        | 1      | Chinyere Pigot                     | Suriname                  | 35.02 |      |
| 89   | 2        | 2      | Samantha La Qua                    | Grenada                   | 35.13 |      |
| 90   | 2        | 6      | Zakia Nassar                       | Palestina                 | 35.88 |      |
| 91   | 2        | 8      | Senele Dlamini                     | eSwatini                  | 36.14 |      |
| 92   | 1        | 5      | Julianne Kirchner                  |                           | 37.71 |      |
| 93   | 3        | 6      | Teran Matthews                     | Saint Vincent e Grenadine | 41.83 |      |
| -    | 1        | 3      | Katerina Izmailova                 | Tagikistan                | DNS   |      |
| -    | 3        | 4      | Ngozi Monu                         | Nigeria                   | DNS   |      |
| -    | 3        | 7      | Ana Roxiero                        | Angola                    | DNS   |      |
| -    | 9        | 1      | Chantal Van Wyk                    | Sudafrica                 | DNS   |      |
| -    | 11       | 3      | Xu Yanwei                          | Cina                      | DNS   |      |
| -    | 7        | 8      | Ira Kurniawan                      | Indonesia                 | SQ    |      |

### Semifinali
I migliori 8 tempi accedono alla finale
| Pos. | Batteria | Corsia | Atleta                | Nazionalità | Tempo | Note |
| ---- | -------- | ------ | --------------------- | ----------- | ----- | ---- |
| 1    | 2        | 1      | Therese Alshammar     | Svezia      | 25.82 | Q    |
| 2    | 2        | 5      | Inge Dekker           | Paesi Bassi | 26.20 | Q    |
| 3    | 1        | 4      | Rachel Komisarz       | Stati Uniti | 26.48 | Q    |
| 4    | 2        | 4      | Danni Miatke          | Australia   | 26.57 | Q    |
| 5    | 1        | 5      | Zhou Yafei            | Cina        | 26.69 | Q    |
| 6    | 2        | 3      | Anna-Karin Kammerling | Svezia      | 26.81 | Q    |
| 7    | 1        | 2      | Tao Li                | Singapore   | 26.82 | Q    |
| 8    | 2        | 6      | Fabienne Nadarajah    | Austria     | 26.86 | Q    |
| 9    | 1        | 8      | Antje Buschschulte    | Germania    | 26.89 |      |
| 10   | 2        | 7      | Yuka Katō             | Giappone    | 26.91 |      |
| 11   | 1        | 3      | Jeanette Ottesen      | Danimarca   | 26.95 |      |
| 12   | 2        | 8      | Kim Vandenberg        | Stati Uniti | 26.99 |      |
| 13   | 1        | 6      | Chantal Groot         | Paesi Bassi | 27.10 |      |
| 14   | 2        | 2      | Ayako Doi             | Giappone    | 27.12 |      |
| 15   | 1        | 1      | Irina Bespalova       | Russia      | 27.17 |      |
| 16   | 1        | 7      | Kimberly Buys         | Belgio      | 27.27 |      |

### Finale
| Pos. | Corsia | Atleta                | Nazionalità | Tempo | Note |
| ---- | ------ | --------------------- | ----------- | ----- | ---- |
|      | 4      | Therese Alshammar     | Svezia      | 25.91 |      |
|      | 6      | Danni Miatke          | Australia   | 26.05 |      |
|      | 5      | Inge Dekker           | Paesi Bassi | 26.11 |      |
| 4    | 7      | Anna-Karin Kammerling | Svezia      | 26.32 |      |
| 5    | 3      | Rachel Komisarz       | Stati Uniti | 26.41 |      |
| 6    | 8      | Fabienne Nadarajah    | Austria     | 26.77 |      |
| 7    | 1      | Tao Li                | Singapore   | 26.80 |      |
| 8    | 2      | Zhou Yafei            | Cina        | 27.06 |      |